# Cherskaya Patera
La Cherskaya Patera è una struttura geologica della superficie di Venere.